# Wereldbeker freestyleskiën 2012/2013
De wereldbeker freestyleskiën 2012/2013 (officieel: FIS World Cup Freestyle skiing) was een competitie voor freestyleskiërs die georganiseerd werd door de internationale skifederatie FIS. In de wereldbeker waren zowel voor mannen als voor vrouwen zes disciplines opgenomen (halfpipe, slopestyle, ski cross, aerials, moguls en dual moguls). Voor deze disciplines werden ieder afzonderlijk medailles uitgereikt, waarbij dual moguls en moguls als één discipline werden gerekend. Het seizoen begon op 22 augustus 2012 in het Nieuw-Zeelandse Cardrona en eindigde op 25 maart 2013 in de Spaanse Sierra Nevada.

## Mannen

### Wedstrijden
| Datum | Plaats                  | Onderdeel   | Eerste                 | Tweede                 | Derde                    |
| --- | ----------------------- | ----------- | ---------------------- | ---------------------- | ------------------------ |
| 22/08/2012 | Cardrona                | halfpipe    | Torin Yater-Wallace    | Thomas Krief           | Benoît Valentin          |
| 07/09/2012 | Ushuaia                 | slopestyle  | James Woods            | Henrik Harlaut         | Jonas Hunziker           |
| 08/12/2012 | Nakiska                 | ski cross   | Armin Niederer         | Alex Fiva              | Anton Grimus             |
| 13/12/2012 | Telluride               | ski cross   | Filip Flisar           | Brady Leman            | Armin Niederer           |
| 15/12/2012 | Ruka                    | dual moguls | Mikaël Kingsbury       | Alexandre Bilodeau     | Jeremy Cota              |
| 19/12/2012 | Val Thorens             | ski cross   | Armin Niederer         | Brady Leman            | Joe Swensson             |
| 21/12/2012 | Park City               | halfpipe    | Afgelast en verplaatst | Afgelast en verplaatst | Afgelast en verplaatst   |
| 22/12/2012 | Kreischberg             | dual moguls | Bryon Wilson           | Alexandre Bilodeau     | Mikaël Kingsbury         |
| 23/12/2012 | Innichen                | ski cross   | Alex Fiva              | Daniel Bohnacker       | Victor Öhling Norberg    |
| 05/01/2013 | Changchun               | aerials     | Jia Zongyang           | Qi Guangpu             | Olivier Rochon           |
| 11/01/2013 | Copper Mountain         | halfpipe    | Micheal Riddle         | Aaron Blunck           | David Wise               |
| 12/01/2013 | Copper Mountain         | slopestyle  | James Woods            | Russell Henshaw        | Alex Beaulieu-Marchand   |
| 12/01/2013 | Les Contamines-Montjoie | ski cross   | Alex Fiva              | Filip Flisar           | Tomáš Kraus              |
| 12/01/2013 | Val Saint-Come          | aerials     | Dmitri Dasjinski       | Travis Gerrits         | Zhou Hang                |
| 16/01/2013 | Megève                  | ski cross   | John Teller            | Jouni Pellinen         | Armin Niederer           |
| 17/01/2013 | Lake Placid             | moguls      | Mikaël Kingsbury       | Patrick Deneen         | Dylan Walczyk            |
| 18/01/2013 | Lake Placid             | aerials     | Jia Zongyang           | Qi Guangpu             | David Morris             |
| 19/01/2013 | Lake Placid             | aerials     | Jia Zongyang           | Dmitri Dasjinski       | Petr Medoelitsj          |
| 26/01/2013 | Calgary                 | moguls      | Mikaël Kingsbury       | Aleksandr Smysljajev   | Sho Endo                 |
| 31/01/2013 | Deer Valley             | moguls      | Mikaël Kingsbury       | Alexandre Bilodeau     | Patrick Deneen           |
| 01/02/2013 | Deer Valley             | aerials     | Maksim Goestik         | Travis Gerrits         | Michael Rossi            |
| 02/02/2013 | Deer Valley             | dual moguls | Alexandre Bilodeau     | Patrick Deneen         | Bradley Wilson           |
| 02/02/2013 | Park City               | halfpipe    | David Wise             | Torin Yater-Wallace    | Kevin Rolland            |
| 02/02/2013 | Grasgehren              | ski cross   | Afgelast               | Afgelast               | Afgelast                 |
| 03/02/2013 | Grasgehren              | ski cross   | Tomáš Kraus            | Tristan Tafel          | Victor Öhling Norberg    |
| 08/02/2013 | Silvaplana              | slopestyle  | Johan Berg             | Klaus Finne            | Fabian Bösch             |
| 13/02/2013 | Sotsji                  | slopestyle  | Afgelast               | Afgelast               | Afgelast                 |
| 15/02/2013 | Sotsji                  | moguls      | Mikaël Kingsbury       | Patrick Deneen         | Philippe Marquis         |
| 16/02/2013 | Sotsji                  | halfpipe    | Torin Yater-Wallace    | Gus Kenworthy          | Micheal Riddle           |
| 17/02/2013 | Sotsji                  | aerials     | Qi Guangpu             | Liu Zhongqing          | Denis Osipau             |
| 19/02/2013 | Sotsji                  | ski cross   | Victor Öhling Norberg  | Christopher Del Bosco  | Andreas Schauer          |
| 23/02/2013 | Boekovel                | aerials     | David Morris           | Dylan Ferguson         | Maksim Goestik           |
| 23/02/2013 | Inawashiro              | moguls      | Mikaël Kingsbury       | Bradley Wilson         | Alexandre Bilodeau       |
| 24/02/2013 | Inawashiro              | dual moguls | Bradley Wilson         | Alexandre Bilodeau     | Joseph Discoe            |
| 24/02/2013 | Harrachov               | ski cross   | Afgelast               | Afgelast               | Afgelast                 |
| 02/03/2013 | Grindelwald             | ski cross   | Afgelast               | Afgelast               | Afgelast                 |
| 03/03/2013 | Grindelwald             | ski cross   | Afgelast               | Afgelast               | Afgelast                 |
| 2 tot en met 10 maart 2013: Wereldkampioenschappen freestyleskiën 2013 in Voss (telt niet mee voor wereldbeker) |                         |             |                        |                        |                          |
| 15/03/2013 | Åre                     | moguls      | Alexandre Bilodeau     | Patrick Deneen         | Mikaël Kingsbury         |
| 16/03/2013 | Åre                     | dual moguls | Alexandre Bilodeau     | Mikaël Kingsbury       | Bradley Wilson           |
| 16/03/2013 | Åre                     | ski cross   | Alex Fiva              | Victor Öhling Norberg  | Jean-Frédéric Chapuis    |
| 17/03/2013 | Åre                     | ski cross   | Jean-Frédéric Chapuis  | Armin Niederer         | Sylvain Miaillier        |
| 22/03/2013 | Sierra Nevada           | dual moguls | Alexandre Bilodeau     | Patrick Deneen         | Simon Pouliot-Cavanagh   |
| 23/03/2013 | Sierra Nevada           | slopestyle  | Lyman Currier          | Oscar Wester           | Felix Stridsberg-Usterud |
| 24/03/2013 | Sierra Nevada           | ski cross   | Afgelast               | Afgelast               | Afgelast                 |
| 25/03/2013 | Sierra Nevada           | halfpipe    | Micheal Riddle         | Antti-Jussi Kemppainen | Noah Bowman              |

### Eindstanden
| Algemeen | Algemeen            | Algemeen | Algemeen |
| #        | Naam                | Land     | Punten   |
| -------- | ------------------- | -------- | -------- |
| 1        | Mikaël Kingsbury    | CAN      | 78       |
| 2        | Alexandre Bilodeau  | CAN      | 74       |
| 3        | Alex Fiva           | SUI      | 62       |
| 4        | Micheal Riddle      | CAN      | 60       |
| 5        | Jia Zongyang        | CHN      | 59       |
| 6        | Patrick Deneen      | USA      | 56       |
| 7        | Torin Yater-Wallace | USA      | 56       |
| 8        | Armin Niederer      | SUI      | 51       |
| 9        | David Morris        | AUS      | 47       |
| 10       | Qi Guangpu          | CHN      | 46       |

| Skicross | Skicross              | Skicross | Skicross |
| #        | Naam                  | Land     | Punten   |
| -------- | --------------------- | -------- | -------- |
| 1        | Alex Fiva             | SUI      | 619      |
| 2        | Armin Niederer        | SUI      | 514      |
| 3        | Victor Öhling Norberg | SWE      | 414      |
| 4        | Jean-Frédéric Chapuis | FRA      | 343      |
| 5        | Brady Leman           | CAN      | 339      |
| 6        | Filip Flisar          | SLO      | 328      |
| 7        | Tomáš Kraus           | CZE      | 322      |
| 8        | Jouni Pellinen        | FIN      | 230      |
| 9        | John Teller           | USA      | 227      |
| 10       | Daniel Bohnacker      | GER      | 216      |

| Aerials | Aerials          | Aerials | Aerials |
| #       | Naam             | Land    | Punten  |
| ------- | ---------------- | ------- | ------- |
| 1       | Jia Zongyang     | CHN     | 414     |
| 2       | David Morris     | AUS     | 332     |
| 3       | Qi Guangpu       | CHN     | 321     |
| 4       | Dylan Ferguson   | USA     | 277     |
| 5       | Travis Gerrits   | CAN     | 274     |
| 6       | Dmitri Dasjinski | BLR     | 269     |
| 7       | Maksim Goestik   | BLR     | 256     |
| 8       | Denis Osipau     | BLR     | 242     |
| 9       | Liu Zhongqing    | CHN     | 205     |
| 10      | Thomas Lambert   | SUI     | 189     |

| Halfpipe | Halfpipe               | Halfpipe | Halfpipe |
| #        | Naam                   | Land     | Punten   |
| -------- | ---------------------- | -------- | -------- |
| 1        | Micheal Riddle         | CAN      | 300      |
| 2        | Torin Yater-Wallace    | USA      | 280      |
| 3        | David Wise             | USA      | 205      |
| 4        | Aaron Blunck           | USA      | 193      |
| 5        | Thomas Krief           | FRA      | 175      |
| 6        | Antti-Jussi Kemppainen | FIN      | 130      |
| 7        | Gus Kenworthy          | USA      | 128      |
| 8        | Matt Margetts          | CAN      | 124      |
| 9        | Alex Ferreira          | USA      | 119      |
| 10       | Noah Bowman            | CAN      | 118      |

| Moguls | Moguls                | Moguls | Moguls |
| #      | Naam                  | Land   | Punten |
| ------ | --------------------- | ------ | ------ |
| 1      | Mikaël Kingsbury      | CAN    | 940    |
| 2      | Alexandre Bilodeau    | CAN    | 893    |
| 3      | Patrick Deneen        | USA    | 677    |
| 4      | Bradley Wilson        | USA    | 480    |
| 5      | Marc-Antoine Gagnon   | CAN    | 368    |
| 6      | Sho Endo              | JPN    | 332    |
| 7      | Philippe Marquis      | CAN    | 329    |
| 8      | Dylan Walczyk         | USA    | 316    |
| 9      | Aleksandr Smysjljajev | RUS    | 287    |
| 10     | Bryon Wilson          | USA    | 256    |

| Slopestyle | Slopestyle             | Slopestyle | Slopestyle |
| #          | Naam                   | Land       | Punten     |
| ---------- | ---------------------- | ---------- | ---------- |
| 1          | James Woods            | GBR        | 226        |
| 2          | Johan Berg             | NOR        | 140        |
| 3          | Oscar Wester           | SWE        | 130        |
| 4          | Alex Beaulieu-Marchand | CAN        | 110        |
| 5          | Lyman Currier          | USA        | 100        |
| 6          | Fabian Bösch           | SUI        | 96         |
| 7          | Laurent de Martin      | SUI        | 93         |
| 8          | Jonas Hunziker         | SUI        | 90         |
| 9          | Klaus Finne            | NOR        | 80         |
| 9          | Henrik Harlaut         | SWE        | 80         |
| 9          | Russell Henshaw        | AUS        | 80         |

## Vrouwen

### Wedstrijden
| Datum | Plaats                  | Onderdeel   | Eerste                     | Tweede                   | Derde                    |
| --- | ----------------------- | ----------- | -------------------------- | ------------------------ | ------------------------ |
| 22/08/2012 | Cardrona                | halfpipe    | Devin Logan                | Manami Mitsuboshi        | Ayana Onozuka            |
| 07/09/2012 | Ushuaia                 | slopestyle  | Keri Herman                | Eveline Bhend            | Dara Howell              |
| 08/12/2012 | Nakiska                 | ski cross   | Fanny Smith                | Ophélie David            | Anna Holmlund            |
| 13/12/2012 | Telluride               | ski cross   | Fanny Smith                | Ophélie David            | Anna Holmlund            |
| 15/12/2012 | Ruka                    | dual moguls | Heather McPhie             | Justine Dufour-Lapointe  | Aiko Uemura              |
| 19/12/2012 | Val Thorens             | ski cross   | Fanny Smith                | Marte Høie Gjefsen       | Andrea Limbacher         |
| 21/12/2012 | Park City               | halfpipe    | Afgelast en verplaatst     | Afgelast en verplaatst   | Afgelast en verplaatst   |
| 22/12/2012 | Kreischberg             | dual moguls | Heather McPhie             | Heidi Kloser             | Justine Dufour-Lapointe  |
| 23/12/2012 | Innichen                | ski cross   | Kelsey Serwa               | Georgia Simmerling       | Katrin Müller            |
| 05/01/2013 | Changchun               | aerials     | Xu Mengtao                 | Lydia Lassila            | Li Nina                  |
| 11/01/2013 | Copper Mountain         | halfpipe    | Maddie Bowman              | Rosalind Groenewoud      | Brita Sigourney          |
| 12/01/2013 | Copper Mountain         | slopestyle  | Keri Herman                | Dara Howell              | Anna Segal               |
| 12/01/2013 | Les Contamines-Montjoie | ski cross   | Andrea Limbacher           | Anna Holmlund            | Fanny Smith              |
| 12/01/2013 | Val Saint-Come          | aerials     | Xu Mengtao                 | Lydia Lassila            | Yang Yu                  |
| 16/01/2013 | Megève                  | ski cross   | Anna Wörner                | Kelsey Serwa             | Ophélie David            |
| 17/01/2013 | Lake Placid             | moguls      | Hannah Kearney             | Nikola Sudová            | Britteny Cox             |
| 18/01/2013 | Lake Placid             | aerials     | Xu Mengtao                 | Yang Yu                  | Emily Cook               |
| 19/01/2013 | Lake Placid             | aerials     | Yang Yu                    | Lydia Lassila            | Xu Mengtao               |
| 26/01/2013 | Calgary                 | moguls      | Justine Dufour-Lapointe    | Chloé Dufour-Lapointe    | Eliza Outtrim            |
| 31/01/2013 | Deer Valley             | moguls      | Hannah Kearney             | Heather McPhie           | Eliza Outtrim            |
| 01/02/2013 | Deer Valley             | aerials     | Xu Mengtao                 | Laura Peel               | Zhang Xin                |
| 02/02/2013 | Deer Valley             | dual moguls | Hannah Kearney             | Justine Dufour-Lapointe  | Joelia Galysjeva         |
| 02/02/2013 | Park City               | halfpipe    | Maddie Bowman              | Ayana Onozuka            | Virginie Faivre          |
| 02/02/2013 | Grasgehren              | ski cross   | Afgelast                   | Afgelast                 | Afgelast                 |
| 03/02/2013 | Grasgehren              | ski cross   | Ophélie David              | Christina Manhard        | Marielle Berger Sabbatel |
| 08/02/2013 | Silvaplana              | slopestyle  | Tiril Sjåstad Christiansen | Katie Summerhayes        | Anna Segal               |
| 13/02/2013 | Sotsji                  | slopestyle  | Afgelast                   | Afgelast                 | Afgelast                 |
| 15/02/2013 | Sotsji                  | moguls      | Hannah Kearney             | Eliza Outtrim            | Aiko Uemura              |
| 16/02/2013 | Sotsji                  | halfpipe    | Virginie Faivre            | Rosalind Groenewoud      | Keltie Hansen            |
| 17/02/2013 | Sotsji                  | aerials     | Xu Mengtao                 | Laura Peel               | Tanja Schärer            |
| 19/02/2013 | Sotsji                  | ski cross   | Kelsey Serwa               | Marielle Thompson        | Fanny Smith              |
| 23/02/2013 | Boekovel                | aerials     | Emily Cook                 | Nadia Didenko            | Tanja Schärer            |
| 23/02/2013 | Inawashiro              | moguls      | Audrey Robichaud           | Nikola Sudová            | Chloé Dufour-Lapointe    |
| 24/02/2013 | Inawashiro              | dual moguls | Miki Ito                   | Mikaela Matthews         | Hannah Kearney           |
| 24/02/2013 | Harrachov               | ski cross   | Afgelast                   | Afgelast                 | Afgelast                 |
| 02/03/2013 | Grindelwald             | ski cross   | Afgelast                   | Afgelast                 | Afgelast                 |
| 03/03/2013 | Grindelwald             | ski cross   | Afgelast                   | Afgelast                 | Afgelast                 |
| 2 tot en met 10 maart 2013: Wereldkampioenschappen freestyleskiën 2013 in Voss (telt niet mee voor wereldbeker) |                         |             |                            |                          |                          |
| 15/03/2013 | Åre                     | moguls      | Heather McPhie             | Eliza Outtrim            | Joelia Galysjeva         |
| 16/03/2013 | Åre                     | dual moguls | Hannah Kearney             | Joelia Galysjeva         | Chloé Dufour-Lapointe    |
| 16/03/2013 | Åre                     | ski cross   | Anna Wörner                | Marielle Berger Sabbatel | Karolina Riemen          |
| 17/03/2013 | Åre                     | ski cross   | Fanny Smith                | Marielle Thompson        | Katrin Müller            |
| 22/03/2013 | Sierra Nevada           | dual moguls | Hannah Kearney             | Miki Ito                 | Heather McPhie           |
| 23/03/2013 | Sierra Nevada           | slopestyle  | Alexi Micinski             | Julia Marino             | Anna Willcox-Silfverberg |
| 24/03/2013 | Sierra Nevada           | ski cross   | Afgelast                   | Afgelast                 | Afgelast                 |
| 25/03/2013 | Sierra Nevada           | halfpipe    | Rosalind Groenewoud        | Virginie Faivre          | Ayana Onozuka            |

### Eindstanden
| Algemeen | Algemeen                | Algemeen | Algemeen |
| #        | Naam                    | Land     | Punten   |
| -------- | ----------------------- | -------- | -------- |
| 1        | Xu Mengtao              | CHN      | 80       |
| 2        | Virginie Faivre         | SUI      | 62       |
| 3        | Rosalind Groenewoud     | CAN      | 61       |
| 4        | Hannah Kearney          | USA      | 61       |
| 5        | Fanny Smith             | SUI      | 58       |
| 6        | Ayana Onozuka           | JPN      | 55       |
| 7        | Justine Dufour-Lapointe | CAN      | 53       |
| 8        | Heather McPhie          | USA      | 52       |
| 9        | Ophélie David           | FRA      | 49       |
| 10       | Keri Herman             | USA      | 47       |

| Skicross | Skicross                 | Skicross | Skicross |
| #        | Naam                     | Land     | Punten   |
| -------- | ------------------------ | -------- | -------- |
| 1        | Fanny Smith              | SUI      | 576      |
| 2        | Ophélie David            | FRA      | 487      |
| 3        | Marielle Berger Sabbatel | FRA      | 404      |
| 4        | Kelsey Serwa             | CAN      | 401      |
| 5        | Katrin Müller            | SUI      | 344      |
| 6        | Marte Høie Gjefsen       | NOR      | 332      |
| 7        | Marielle Thompson        | CAN      | 302      |
| 8        | Georgia Simmerling       | CAN      | 295      |
| 9        | Katrin Ofner             | AUT      | 277      |
| 10       | Anna Wörner              | GER      | 276      |

| Aerials | Aerials        | Aerials | Aerials |
| #       | Naam           | Land    | Punten  |
| ------- | -------------- | ------- | ------- |
| 1       | Xu Mengtao     | CHN     | 560     |
| 2       | Emily Cook     | USA     | 303     |
| 3       | Lydia Lassila  | AUS     | 296     |
| 4       | Laura Peel     | AUS     | 285     |
| 5       | Zhang Xin      | CHN     | 270     |
| 6       | Yang Yu        | CHN     | 264     |
| 7       | Nadia Didenko  | UKR     | 264     |
| 8       | Danielle Scott | AUS     | 249     |
| 9       | Tanja Schärer  | SUI     | 247     |
| 10      | Kiley McKinnon | USA     | 166     |

| Halfpipe | Halfpipe            | Halfpipe | Halfpipe |
| #        | Naam                | Land     | Punten   |
| -------- | ------------------- | -------- | -------- |
| 1        | Virginie Faivre     | SUI      | 312      |
| 2        | Rosalind Groenewoud | CAN      | 305      |
| 3        | Ayana Onozuka       | JPN      | 276      |
| 4        | Maddie Bowman       | USA      | 224      |
| 5        | Mirjam Jäger        | SUI      | 200      |
| 6        | Keltie Hansen       | CAN      | 150      |
| 7        | Annalisa Drew       | USA      | 148      |
| 8        | Katrien Aerts       | BEL      | 142      |
| 9        | Manami Mitsuboshi   | JPN      | 137      |
| 10       | Anaïs Caradeux      | FRA      | 131      |

| Moguls | Moguls                  | Moguls | Moguls |
| #      | Naam                    | Land   | Punten |
| ------ | ----------------------- | ------ | ------ |
| 1      | Hannah Kearney          | USA    | 731    |
| 2      | Justine Dufour-Lapointe | CAN    | 640    |
| 3      | Heather McPhie          | USA    | 627    |
| 4      | Eliza Outtrim           | USA    | 535    |
| 5      | Chloé Dufour-Lapointe   | CAN    | 492    |
| 6      | Miki Ito                | JPN    | 462    |
| 7      | Aiko Uemura             | JPN    | 375    |
| 8      | Nikola Sudová           | CZE    | 372    |
| 9      | Audrey Robichaud        | CAN    | 371    |
| 10     | Joelia Galysjeva        | KAZ    | 368    |

| Slopestyle | Slopestyle                 | Slopestyle | Slopestyle |
| #          | Naam                       | Land       | Punten     |
| ---------- | -------------------------- | ---------- | ---------- |
| 1          | Keri Herman                | USA        | 200        |
| 2          | Tiril Sjåstad Christiansen | NOR        | 150        |
| 3          | Dara Howell                | CAN        | 140        |
| 4          | Anna Segal                 | AUS        | 120        |
| 5          | Alexi Micinski             | USA        | 116        |
| 6          | Anna Willcox-Silfverberg   | NZL        | 116        |
| 7          | Dominique Ohaco            | CHI        | 116        |
| 8          | Chiho Takao                | JPN        | 111        |
| 9          | Eveline Bhend              | SUI        | 102        |
| 10         | Maiko Tsuji                | JPN        | 99         |

## Organisatie
De organisatie (Austria Ski WM- und Großveranstaltungsgesellschaft m.b.H.) van de wereldbeker freestyleskiën van 22.12.2012 in Kreischberg ontving een subsidie van € 66.250 van de deelstaat Stiermarken. Deze subsidie was mede bestemd voor de voorbereiding op de wereldkampioenschappen freestyleskiën in 2015 in hetzelfde Kreischberg.